# Cienie przeszłości
Cienie przeszłości (ang. Murder) – bollywoodzki thriller z 2004 roku wyreżyserowany przez Anuraga Basu, autora Gangster, Życie w... metropolii i Saaya. W filmie grają Mallika Sherawat, Emraan Hashmi i Ashmit Patel. Film, remake hollywoodzkiego filmu Niewierna i bollywoodzkich filmów: Hawas i Tezaab – The Acid of Love, kręcono w Bangkoku w Tajlandii. Scenariusz napisał Mahesh Bhatt, autor Duplicate, Tamanna, Zakhm

## Obsada
- Emraan Hashmi – Faraz Raza Khan
- Ashmit Patel – Sahil Thappa
- Mallika Sherawat – Rahul Rana
- Kashmira Shah – Simerjeet Singh (piosenkarka)
- Rajendranath Zutshi – inspektor Hammad Rizvi

## Muzyka i piosenki
Muzykę do filmu skomponował Anu Malik, twórca muzyki do takich filmów jak:  Akele Hum Akele Tum, Chaahat, Miłość, Border, China Gate, Refugee, Fiza Aśoka Wielki , Aks, LOC Kargil, Tamanna, Ishq Vishk, Fida, No Entry, Humko Deewana Kar Gaye, Zakochać się jeszcze raz,  Umrao Jaan, czy Paap. Nagroda Filmfare za Najlepszą Muzykę za Baazigar i Jestem przy tobie.
- Bheegey Hont Tere
- Kaho Na Kaho
- Dil Ko Hazar Bar
- Zindagi Is Tarah
- Jana Jane Jana